# Габријеле (Козенца)
Габријеле је насеље у Италији у округу Козенца, региону Калабрија.
Према процени из 2011. у насељу је живело 35 становника. Насеље се налази на надморској висини од 49 м.